# Abel Reis
Abel Reis é publicitário, empresário, acadêmico brasileiro e um dos maiores especialistas em mídias digitais no Brasil .
Sócio-fundador da Logun Ventures, da Midiaclick (atual iProspect Brasil) e da AgênciaClick Isobar, da qual foi presidente de 2008 a 2013, esteve à frente como CEO da Dentsu Aegis Network no Brasil (Grupo DAN) e da Isobar Latam de 2014 a 2019.
Reis é  autor do livro "Sociedade.com - Como as tecnologias digitais afetam quem somos e como vivemos" (Arquipélago Editorial), indicado ao Prêmio Jabuti 2019, e da coluna "Filosofia.com", na revista Época Negócios, que sucede a "Sociedade.com", publicada de 2017 a 2020.

## Biografia
Abel nasceu em Quintino da Bocaiúva, subúrbio do Rio de Janeiro. Seus pais não tiveram educação formal, mas eram apaixonados por música erudita e literatura. Seu presente de aniversário, aos 12 anos, foi a coleção Os Pensadores, que o apresentou à leitura e à filosofia.

### Carreira
Em 1991, passou a trabalhar para a ATR Multimedia, uma empresa que desenvolvia aplicativos multimídia para empresas e que, em 1993, se uniu à Multimídia Factory – empresa que tinha como sócio Marcos Wettreich, criador do iBest.
Abel e sua equipe à época atuaram no lançamento do Windows 3.1 na Fenasoft (na época, a maior feira de tecnologia da América Latina, onde conheceu Pedro Cabral, de quem mais tarde se tornou sócio.

### AgênciaClick
Abel e a empresa para a qual trabalhava, a ATR Multimedia, foram contratados pela Midialog, empresa de Pedro Cabral, como prestadores de serviço. Mais tarde, Abel se tornou funcionário da Midialog, de onde passaria a ser sócio.
Em 1999, tornou-se sócio-fundador da MidiaClick que, alguns meses depois, passou a se chamar AgênciaClick. Em 2007, quando a Click foi vendida para a holding inglesa Isobar, Abel assumiu a presidência da Click e o cargo de COO da Isobar Brasil, que inclui as operações da AgênciaClick e Age. Assumiu em Abril de 2014 a posição de CEO da Isobar Latam e CEO da Dentsu Aegis Brasil.

## Reconhecimento
- Apontado pelo jornal Meio e Mensagem, como um dos 10 profissionais de Comunicação de destaque em 2015[4]
- Indicado ao Caboré 2015 como Empresário ou Dirigente da Indústria da Comunicação
- Apontado em 2015, pela revista GQ, como um dos 20 publicitários mais influentes do Brasil[5]
- Premiado em 2013 como Profissional de Destaque em Comunicação Digital pela Associação Brasileira de Propaganda (ABP)[6]
- Apontado pela revista Proxxima Meio & Mensagem, edição de Setembro de 2012, como um dos 50 profissionais mais inovadores da comunicação digital no Brasil
- Participa como palestrante em diversos congressos ao redor do mundo, como o Omexpo e a Social Media Week[7] e é frequentemente entrevistado por jornais e revistas brasileiros.[8][9][10]
- Por dois anos, foi selecionado pela InfoExame como um dos top 100 profissionais de tecnologia no Brasil e já foi eleito um dos 50 profissionais de tecnologia da informação mais respeitados do país.
- Foi um dos 77 profissionais escolhidos pelo consultor Ralf Langwost[11] como os mais criativos do mundo, durante a elaboração do livro “How to Catch the Big Idea”.[12]

## Textos e publicações
- É autor de artigos acadêmicos e diversos textos para publicações e periódicos brasileiros.[13][14][15][16][17][18][19][20][21]
- Lançou TrendZoom, adaptação brasileira de um estudo feito pelo Aegis Group para o mercado europeu, sobre tendência de comportamento do consumidor.
- Fez parte do projeto Acredite, do Universal Channel, que lançou um livro com declarações de 72 criativos brasileiros explicando por que e no que acreditam.[22]